# Theodor Nüttgens
Anton Hubert Theodor Nüttgens (* 5. September 1875 in Aachen; † 21. Februar 1956 in Essen-Überruhr) war ein deutscher Historien- und Kirchenmaler der Düsseldorfer Schule.

## Leben
Nüttgens, Sohn des Aachener Schneiders Dionys Leo Theobald Nüttgens und dessen Ehefrau Maria Elisabeth, geborene Maintz, sowie jüngerer Bruder des Kirchenmalers Heinrich Nüttgens, studierte von 1898 bis 1902 an der Kunstakademie Düsseldorf, wo er wie sein Bruder Heinrich den spätnazarenischen Stil der Kirchenmalerei erlernte. An der Düsseldorfer Akademie war er Schüler von Heinrich Lauenstein, Hugo Crola, Peter Janssen dem Älteren und Eduard von Gebhardt. Am 6. Februar 1906 heiratete er in Aachen Wilhelmine Maria Heinz (1881–1949), die zwischen 1907 und 1916 vier Söhne gebar.

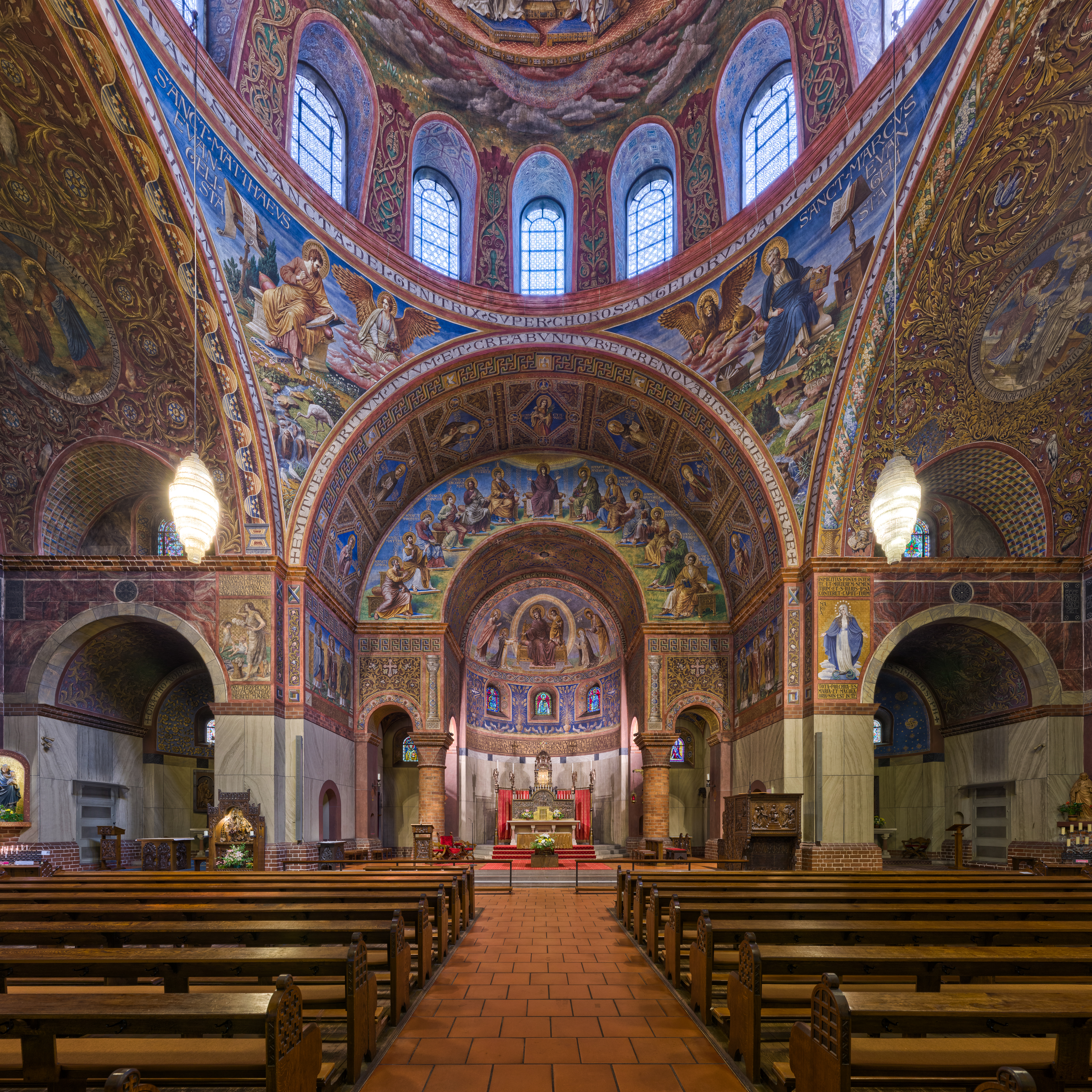
Kirchenmalereien in der Rosenkranz-Basilika Berlin-Steglitz

Als Schüler von Friedrich Stummel vollendete er (ab 1921) nach dessen Tod zusammen mit Karl Wenzel (1930) die Malereien für die Rosenkranz-Basilika in Berlin-Steglitz. Nüttgens ließ sich in Berlin-Lichterfelde nieder und erledigte von dort aus Aufträge für Kirchenmalereien in Berlin und benachbarten Regionen, 1939 etwa die Ausmalung der Kirchenschiffdecke von St. Joseph in Luckenwalde. Eine Immaculata auf Goldgrund, die er 1912 für einen Seitenaltar der Pfarrkirche St. Joseph von Köslin geschaffen hatte, wurde wegen ihres kleinen Kopfes und ihrer langen Figur scharf kritisiert.